# 拓跋儀
拓跋儀（?—409年），一作章，鲜卑名乌泥，又作泥，追尊魏昭成帝拓跋什翼犍之孙，秦明王拓跋翰之子，北魏宗室、官员。

## 生平

### 早年
拓跋仪身高七尺五寸，容貌非常伟岸，有算计谋略，年少时能舞剑，骑马射箭超越常人。拓跋珪避难前往贺兰部时，拓跋仪也跟随出入。登国初年，拓跋仪获赐爵九原公，跟随拓跋珪攻破各个部落，有谋略和征战的功劳。

### 窥伺后燕
登国三年（388年），拓跋珪想要图谋慕容垂，八月，拓跋珪派遣拓跋仪出使后燕，让他窥伺后燕的间隙。慕容垂向拓跋仪询问拓跋珪不亲自来的用意，拓跋仪说：“从我们的祖先开始，世代占据北方土地，子孙相继，不失旧业。等到祖宗接受晋朝的正统地位，爵位称代王，东和燕国世代为兄弟。我奉命而来，道理是没有错的。”慕容垂认为他的回答有胆量，因此开玩笑说：“我的声威遍及四海，你的君主不亲自来见我，怎能不是错误？”拓跋仪说：“燕国如不整修文德，想用军威来增强自己，这是本朝将帅的事，不是我所知道的。”等到拓跋仪从后燕返回北魏，向拓跋珪禀报说：“慕容垂死后才可以动手消灭后燕，现在不行。”拓跋珪严肃地问他。拓跋仪说：“慕容垂年纪已老，他的儿子慕容宝软弱而没有威信，谋略不能决断。范阳王慕容德自认为有才华，不是软弱君主的臣子。慕容垂死后，后燕内部动乱一定会发生，那时可以图谋他们，现在还不行。”拓跋珪认为拓跋仪说的有道理。

### 讨伐黜弗部
登国六年（391年）三月，魏王拓跋珪派遣九原公拓跋仪和陈留公拓跋虔等人向西讨伐黜弗部，大败敌人。后来，拓跋仪改封为平原公。

### 西征铁弗部
登国六年十一月，拓跋仪跟随拓跋珪西征铁弗部，拓跋仪从另外的道路出兵，获得刘卫辰的尸体，将刘卫辰传送首级到行宫。拓跋珪大喜，改封拓跋仪为东平公。

### 河北屯田
登国九年（394年）三月，拓跋珪命令拓跋仪在黄河以北督促屯田，从五原郡到棝杨塞外，拓跋仪分派人员耕种，很得人心。

### 参合陂之战
登国十年（395年）七月，慕容垂派遣慕容宝进攻五原郡，建造船只，掠夺粮谷。拓跋仪紧随其后占据朔方郡。九月，拓跋珪派遣陈留公拓跋虔率领五万骑兵驻扎在黄河以东，断绝燕军的左路，派遣东平公拓跋仪率领十万骑兵驻扎在黄河以北，断绝燕军的后路，派遣略阳公拓跋遵率领七万骑兵断绝燕军南撤到中山郡的南路。

### 消灭后燕
皇始元年（396年）九月，北魏平定并州，拓跋仪有很多功劳，升任尚书令。十一月，当时常山以东地区，后燕的郡县长官或弃城逃窜，或投降北魏，只有中山、邺城、信都三城尚未攻下，魏道武帝诏令征东大将军、东平公拓跋仪率领五万骑兵向南进攻邺城，要求士兵不得损伤百姓的农作物。皇始元年十二月，魏道武帝派遣辽西公贺卢率领两万骑兵，会同卫王拓跋仪讨伐邺城，而贺卢自以为是魏道武帝的小舅舅，不肯接受拓跋仪的调度指挥，因此与拓跋仪产生矛盾。魏道武帝派遣使者责备贺卢，贺卢于是心怀愤恨。拓跋仪的司马丁建暗中与慕容德勾结，在拓跋仪和贺卢之间挑拨离间，又把这种情况写成书信用箭射进邺城告诉给了慕容德。皇始二年正月甲辰（397年2月18日），大风突起，天昏地暗。贺卢的军营之中出现火光，丁建对拓跋仪说：“贺卢在焚烧营地进行叛乱。”拓跋仪认为丁建说的很对，就迅速领兵撤退。贺卢听说拓跋仪后撤，也撤退了。丁建带领着部众向慕容德投降，并且建言拓跋仪的部队疲惫不堪，可以攻击。慕容德派遣桂阳王慕容镇、南安王慕容青率领骑兵七千追击北魏军队，大败魏军。皇始二年四月，魏道武帝认为军粮无法接继，诏令征东大将军东平公拓跋仪撤除对邺城的围困，驻扎到钜鹿，在杨城积攒田租谷物。拓跋仪又跟随魏道武帝围困中山郡。皇始二年五月甲寅（397年6月28日），魏道武帝任命拓跋仪为骠骑大将军、都督中外诸军事、兖豫雍荆徐扬六州牧、左丞相，封卫王。慕容麟战败后，魏道武帝将慕容麟的妻子周氏以及慕容麟的奴仆财物赐给拓跋仪。中山被北魏平定后，魏道武帝于皇始二年十月丁亥（397年11月28日）派遣三万骑兵隶属拓跋仪，准备讨伐邺城。天兴元年（398年）正月，慕容德从邺城率领民户四万渡过黄河退守滑台，拓跋仪进入邺城，没收了后燕的仓库，又追击慕容德到黄河，没赶上而返回。

### 镇守山东
等到魏军平定中山郡，魏道武帝担心班师后崤山以东有变故，于是在皇始三年（398年）正月设置中山行台，诏令卫王拓跋仪兼任尚书令镇守中山，抚军大将军、略阳公拓跋遵出任尚书左仆射，加侍中，镇守勃海郡的合口，当时远近都归附拓跋仪。皇始三年三月，北魏朝廷征召左丞相、卫王拓跋仪返回平城辅佐，略阳公拓跋遵代替拓跋仪镇守中山。

### 北征高车
天兴二年正月庚午（399年3月6日），拓跋仪跟随魏道武帝征讨高车。二月，拓跋仪统帅三万骑兵另外从西北极远的沙漠地区进军一千多里，击败高车战败的七个部落，俘虏两万多人，马五万多匹，牛羊二十多万头，高大的车辆二十多万驾，还有服饰器用等物品。

### 柴壁之战
天兴五年（402年），拓跋仪又跟随魏道武帝在柴壁之战中击败姚平，有功劳，获赐绢布牛马羊等。

### 卫弓桓矛
拓跋仪体力过人，拉弓的力量将近十石，陈留公拓跋虔长矛大的出奇，当时的人说：“卫王的弓，桓王的矛。”
太武帝拓跋燾出生時，拓跋珪大喜，深夜召拓跋儀入宮。拓跋珪曰：「卿聞夜喚，乃不怪懼乎？」拓跋儀曰：「臣推誠以事陛下，陛下明察，臣輒自安。忽奉夜詔，怪有之，懼實無也。」拓跋珪告以拓跋燾出生，拓跋儀起拜而歌舞，遂對飲至清晨。召群臣而入，賜拓跋儀御馬、御帶、縑錦等。
上谷侯岌、張兗，代郡許謙等當時非常有名，學博今古，初來到北魏，聽聞拓跋儀禮待賢士，先拜會拓跋儀。拓跋儀並禮待他們，共談當世之務，指畫山河，分別城邑，成敗要害，造次備舉。許謙等歎服，相謂曰：「平原公有大才不世之略，吾等當附其尾。」
拓跋珪以拓跋儀器望，尤重待他，時常駕幸他的其第，如家人禮。拓跋儀矜功恃寵，遂與宜都公穆崇謀反叛亂，伏武士伺拓跋珪，欲為叛逆。穆崇的儿子穆遂留在伏士之中，拓跋珪召穆遂留說將有任務派遣。穆遂留听说被征召，惟恐被揭發，踰牆告狀，太祖為他們隱祕更恕了他們。
天賜六年（409年），天文有多變異之象，占卜者說道是「當有逆臣伏屍流血」。拓跋珪惡此卜，遂多殺公卿，欲以厭當天災。拓跋儀內心不安，遂單騎遁走。拓跋珪使人追到並捕獲，遂賜死他，葬以庶人之禮。拓跋仪有十五个儿子。

## 家庭

### 兄弟
- 拓跋烈，北魏阴平熹王
- 拓跋觚，追尊秦愍王

### 妻妾
- 周氏，原为后燕赵王慕容麟的妻子

### 儿子
- 拓跋纂，北魏征东大将军、中山简王
- 拓跋良，北魏南阳王
- 拓跋幹，北魏宰官尚书、新蔡昭公
- 拓跋陵，北魏羽真、尚书、冠军将军、使持节、吐京镇大都将[3]